# فرانچسکو مورینی
فرانچسکو مورینی (به ایتالیایی: Francesco Morini) بازیکن فوتبال اهل ایتالیا بود که از سال ۱۹۷۳ میلادی عضو تیم ملی فوتبال ایتالیا بوده و در ۱۱ بازی ملی حضور داشته‌است. او در بازی‌های ملی‌اش گلی به ثمر نرساند.
فرانچسکو مورینی آخرین بازی ملی خود را در سال ۱۹۷۵ میلادی انجام داد.